# Rosario Pi Brujas
Rosario Pi Brujas (Barcelona, 29 de juliol de 1899 − Madrid, 22 de març de 1967), també coneguda com a Rizpay, va ser una directora, guionista, productora de cinema i pionera de la cinematografia catalana i espanyola.
Després d'Elena Jordi, considerada la primera directora de cinema mut d'Espanya, Rosario Pi conforma, juntament amb Helena Cortesina, Ana Mariscal i Margarita Alexandre, el quartet de dones fundadores del cinema sonor a Espanya.

## Biografia
Va néixer a Barcelona en una família benestant. El seu pare era Víctor Pi i Borràs, natural de Figueres, i la seva mare Joaquima Brujas i Trius, natural de Sabadell. Tota la vida va patir les seqüeles d'una paràlisi infantil que la va obligar a portar bastó i sabates ortopèdiques. Tot i així va ser una dona activa i intel·lectualitzada.
Va obrir una botiga de modes a la Barcelona dels anys vint, que tancà el 1929 per cercar d'altres horitzons. Va marxar a Madrid, i a partir d'aleshores centrà en el cinema la seva activitat. El 1931 va produir el primer film d'Edgar Neville, i un any després treballà amb Pedro Ladrón de Guevara. Va crear la productora Star Films amb el mexicà Emilio Gutierrez Bringas. El 1933 va fer films curts i llargs i començà la seva carrera cinematogràfica darrere la càmera. Fou amiga de Perico Chicote i Ricardo Urgoiti, que li deixaven els seus locals per als films, ja que no tenia prou recursos econòmics.
Va fer la seva primera pel·lícula, El gato montés (1935), i arribà a esdevenir la primera directora espanyola de cinema sonor. Prèviament, el 1918, Elena Jordi havia dirigit, produït i també protagonitzat la pel·lícula muda Thais, i el 1921 la bailarina i actriu Helena Cortesina (1904-1984) havia dirigit el film mut Flor de España o leyenda de un torero. El film de Pi, tot i ser un drama folletinesc típic dels anys trenta, tenia trets surrealistes i avantguardistes que reempendría Luís Buñuel a Abismos de pasión (1953). En plena Guerra Civil començà a rodar Molinos de viento (1937), que acabaria a París, on fugí amb Maria Mercader, la protagonista del film. No va tornar a Espanya durant la República, ja que era acusada de filofeixista i, contractada per la Fox, marxà a Roma, als estudis Cinecittà, on va conèixer Vittorio de Sica, que es casaria amb Maria Mercader. En aquests moments tornà a treballar de traductora, en el doblatge de films, i obrí un negoci de lleure (una boite).
Va marxar a Hollywood, però tornà a Madrid, després de cercar feina a Barcelona, on el franquisme -amb què havia simpatitzat- no l'acollí com a dona emancipada, cinematogràfica i avantguardista. Es va veure impossibilitada de treballar en la seva professió en un món d'homes, i en l'Espanya de la postguerra, que no oferia oportunitats a les dones independents. Es dedicà a escriure per a la premsa sota el pseudònim Rizpay. En els últims anys de la seva vida va obrir un restaurant a Madrid, ciutat on va morir el 1967.

## Obra
- Yo quiero que me lleven a Holliwood, d'Edgar Neville (1931) - Producció
- Odio de Richard Harlan (1933)
- Besos en la nieve (1933) - curt
- El hombre que reía de amor (1933) - llargmetratge
- Doce hombres y una mujer (llargmetratge, direcció de Fernando Delgado, sobre un llibre de W. Fernàndez Flores) (1934) - Guió, escenografia i disseny de producció
- El gato montés (1935) (Sobre l'òpera de Manuel Penella); sobre la mateixa òpera, se n'havia estrenat una versió americana: Tiger Love en 1924. - Direcció